# Bankovci, Srbija
Bankovci (izvirno srbsko Банковци) je naselje v Srbiji, ki upravno spada pod Občino Crna Trava; slednja pa je del Jablaniškega upravnega okraja.

## Demografija
V naselju, katerega izvirno (srbsko-cirilično) ime je Банковци, živi 66 polnoletnih prebivalcev, pri čemer je njihova povprečna starost 63,6 let (57,7 pri moških in 68,7 pri ženskah). Naselje ima 37 gospodinjstev, pri čemer je povprečno število članov na gospodinjstvo 1,81.
To naselje je popolnoma srbsko (glede na rezultate popisa iz leta 2002).
|  |

| Demografija | Demografija     | Demografija     |
| Leto        | Št. prebivalcev | Št. prebivalcev |
| ----------- | --------------- | --------------- |
|             |                 |                 |
|             |                 |                 |
|             |                 |                 |
|             |                 |                 |
| 1948        | 468             |                 |
| 1953        | 434             |                 |
| 1961        | 422             |                 |
| 1971        | 360             |                 |
| 1981        | 252             |                 |
| 1991        | 139             | 139             |
| 2002        | 70              | 67              |
|             |                 |                 |

| Etnična sestava po popisu iz leta 2002 | Etnična sestava po popisu iz leta 2002 | Etnična sestava po popisu iz leta 2002 | Etnična sestava po popisu iz leta 2002 | Etnična sestava po popisu iz leta 2002 |
| -------------------------------------- | -------------------------------------- | -------------------------------------- | -------------------------------------- | -------------------------------------- |
| Srbi                                   | Srbi                                   |                                        | 67                                     | 100,0%                                 |
| Neznano                                | Neznano                                |                                        | 0                                      | 0,0%                                   |